# بتروبولي
بتروبولي : (باليونانية:Πετρούπολη)، (بالإنجليزية:Petroupoli)، مدينة يونانية ومركز لبلدية تقع في جنوب وسط البلاد وهي تقع ضمن مقاطعة غرب أثينا التي تتبع إدارياً لإقليم آتيكا الإداري.

## الموقع، السكان
تشكل بتروبولي جزءاً من ضواحي أثينا الشمالية الغربية، حيث تبعد مسافة 7 كيلومتر عن مركز العاصمة، تحدها من الشمال بلدية آنو ليوسيا، من الغرب أسبروبيرغوس، من الشرق إيليو، ومن الجنوب بلديتي خايذاري وَبيريستيري. ترتفع الميدنة من الشرق إلى الغرب بحيث تشكل مرتفات جبل إيغاليو القسم الغربي منها.
بلغ عدد سكان المدينة حوالي 49 ألف نسمة (إحصائيات 2001).

## التسمية والتاريخ
يوحد هناك تفسيران لاسم المدينة، الأول يقول أنها تعني المدينة الصخرية من بترا (Petra)، وتعني الصخرة، وَ بوليس (Polis) وتعني المدينة وذلك لأن الأرض المبنية عليها المدينة ذات طبيعة صخرية.
أما التفسير الثاني فينسبها إلى بتروس ياناروس (Petros Giannaros) مؤسس صحيفة إسبيريني (Esperini) الأثينية والذي قام في بداية ثلاثينيات القرن العشرين بإجراء مسابقة أعطى بها كوبونات وسندات تمليك أراضي فيما أصبح الآن مركز المدينة الحالية.
بدأ البناء في المدينة منذ خمسينيات القرن الماضي واستمر حتى أواخر التسعينيات، حيث كانت الأراضي المقامة عليها المدينة قبل ذلك عبارة عن مراع، وأراضي حراجية. وكانت هناك بعض المناجم في الأجزاء الغربية من البلدية ولكنها أوقفت الآن وحولت إلى حدائق عامة.

## متفرقات
- تتألف أجزاء المدينة الوسطى والشرقية من مناطق عمرانية وسكنية، أما الأجزاء الغربية فهي عبارة عن منطقة برية تشكل جزءاً من جبل إيغاليو وتقع قمة زاخاريتسا (Zacharitsa) ضمن المنطقة البلدية للمدينة.
- تعتبر أكثر ضواحي أثينا الغربية تطويراً (حسب جمعية تطوير غرب أثينا).
- يجري فيها سنوياً في الصيف مهرجان يدعى مهرجان بتراس (Petras).
- أهم نادي رياضي في المدينة هو آريس بتروبوليس.

## وصلات خارجية
- موقع المدينة الرسمي نسخة محفوظة 6 فبراير 2005 على موقع واي باك مشين.